# Рейх Яків Самуелович
Рейх Яків Самуелович (23 травня 1886 Львів, Австро-Угорщина — 1956 США) — один із керівних діячів Комінтерну в Радянській Росії та у Західній Європі у 1919—1925 роках. За завданням Голови Раднаркому Радянської Росії В. Ульянова забезпечував фінансування комуністичних організацій Європи. На той час не був членом жодної партії.

## Життєпис
Народився у Львові.
Ще у початковій школі входив до нелегальної польської соціалістичної організації «Промінь», потім до групи «Zjednoczenie» (Об'єднання).
У 19 років подався до Варшави, на той час у Російській імперії. Бере активну участь в роботі нелегальної типографії. У 1905—1906 роках входить до складу бойової організації анархістів у Царстві Польському. Бере участь у замахові на Варшавського губернатора Георгія Скалона. Можливо брав участь у виготовленні використаних бомб.
Після невдалого замаху емігрував до Швейцарії. Працював хіміком, потім почав вивчати педагогіку. Співпрацює із соціалістичними газетами і журналами Швейцарії та Австро-Угорщини.
У Цюриху вступає до соціал-демократичної партії Швейцарії. В цей час зближується з російськими емігрантами-більшовиками Леніним, Зінов'євим, земляком Радеком, Бухаріним та ін.
На початку Першої світової покликаний до війська, але комісований із-за хвороби серця.
В цей час змінює ім'я та прізвище на Джеймс Гордон. Працює у школі (Цюрих). Бере активну участь в антивоєнному русі, пише статті, працює в Соціалістичному інтернаціоналі молоді.
Коли у Швейцарії створюють представництво Радянської Росії, Рейха запрошують працювати в ньому. Став співробітником прес-бюро місії і разом з Миколою Зам'ятіним керує виданням інформаційного бюлетня «Русские известия» (німецькою та французькою мовами). Також керує видавництвом «Промахос», яке видає праці Леніна, Троцького, Радека німецькою.
Після ліквідації місії на вимогу уряду Швейцарії разом з іншими співробітниками висланий до Радянської Росії.
Від початку лютого 1919 року Я. Рейх опинився в Москві. Спочатку працює у Наркоматі закордонних справ, потім Я. Свердлов забирає його до Іноземного відділу ЦК РКП(б).
Був першим керівником Західноєвропейського секретаріату ВККІ (1919—1921), представником ОМС у Берліні, потім секретарем Контрольної комісії ВККІ, уповноваженим Малого бюро ВККІ в Західній Європі.
У 1923—1925 роках був видавцем німецькомовної версії журналу «Комуністичний інтернаціонал».
У 1920-х роках керівництво  РКП(б)—ВКП(б) через нього здійснювало фінансування проросійських комуністичних організацій Європи.
1925 року намагався влаштуватися на роботу у Москві, але ці спроби не увінчалися успіхом. Після цього спробував виїхати за кордон, але керівництво ВКП(б) не дало на це згоди. Завдяки особистим знайомствам за сприяння К. Радека йому вдалося виїхати до Німеччини.
Наприкінці 1920 років відійшов від комуністичного руху.
Після приходу до влади у Німеччині націонал-соціалістів виїхав до США. Мав достатньо коштів для існування, ймовірна надбаних у часи діяльності агентом Комінтерну у Західній Європі .